# 高重町
高重町（たかしげちょう）は、愛知県稲沢市の地名。

## 地理

### 字一覧
- 浦（ウラ）[WEB 6]
- 河田（コウダ）[WEB 6]
- 郷クロ（ゴウクロ）[WEB 6]
- 鉄久曽（テツクソ）[WEB 6]
- 屋敷（ヤシキ）[WEB 6]

### 交通
- 愛知県道67号名古屋祖父江線
- 愛知県道139号須成七宝稲沢線

### 施設
- 神明社
- 神明社

## 歴史

### 沿革
- 1875年（明治8年） - 中島郡有松村・米屋村が合併し、同郡高重村が成立[1]。
- 1889年（明治22年） - 合併により、玉田村大字高重となる[1]。
- 1901年（明治34年） - 合併ににより、島田村大字高重となる[1]。
- 1906年（明治39年） - 合併により、大里村大字高重となる[1]。
- 1955年（昭和30年） - 合併により、稲沢町大字高重となる[1]。
- 1958年（昭和33年） - 市制施行に伴い、稲沢市高重町となる[1]。
- 1965年（昭和40年） - 一部が高重西町・高重中町・高重東町に編入される[1]。
- 1981年（昭和56年） - 一部が中之庄元屋敷町・中之庄半田町に編入される[1]。

### 人口の変遷
国勢調査による人口および世帯数の推移。
| 2000年（平成12年） | 58世帯 186人 |  |
| 2005年（平成17年） | 57世帯 173人 |  |
| 2010年（平成22年） | 57世帯 169人 |  |
| 2015年（平成27年） | 56世帯 161人 |  |
| 2020年（令和2年）  | 51世帯 124人 |  |

### WEB
1. ↑  “愛知県稲沢市の町丁・字一覧”.   人口統計ラボ. 2023年5月5日閲覧。
2. 1 2  総務省統計局 (2022年2月10日). “令和2年国勢調査の調査結果(e-Stat) - 男女別人口，外国人人口及び世帯数－町丁・字等” (CSV). 2023年8月2日閲覧。
3. ↑  “読み仮名データの促音・拗音を小書きで表記するもの(zip形式) 愛知県” (zip).   日本郵便 (2024年2月29日). 2024年3月26日閲覧。
4. ↑  “市外局番の一覧” (PDF).   総務省 (2022年3月1日). 2022年3月22日閲覧。
5. ↑  “ナンバープレートについて”.   一般社団法人愛知県自動車会議所. 2024年1月21日閲覧。
6. 1 2 3 4 5  “愛知県稲沢市高重町の住所一覧”.   ゼンリン. 2024年5月21日閲覧。
7. ↑  総務省統計局 (2014年5月30日). “平成12年国勢調査の調査結果(e-Stat) - 男女別人口及び世帯数 －町丁・字等” (CSV). 2021年7月20日閲覧。
8. ↑  総務省統計局 (2014年6月27日). “平成17年国勢調査の調査結果(e-Stat) - 男女別人口及び世帯数 －町丁・字等” (CSV). 2021年7月21日閲覧。
9. ↑  総務省統計局 (2012年1月20日). “平成22年国勢調査の調査結果(e-Stat) - 男女別人口及び世帯数 －町丁・字等” (CSV). 2021年7月21日閲覧。
10. ↑  総務省統計局 (2017年1月27日). “平成27年国勢調査の調査結果(e-Stat) - 男女別人口及び世帯数 －町丁・字等” (CSV). 2021年7月21日閲覧。

### 書籍
1. 1 2 3 4 5 6 7 8  「角川日本地名大辞典」編纂委員会 1989, p. 773.